# مصطفى بن قارة المستغانمي
مصطفى بن قارة المستغانمي هو عالم مصلح وصوفي ومدرس وفقيه ومفتي من مواليد (1862 توفي 1956) لمدينة مستغانم كما جاء في «الكتاب الذهبي» وقيل سنة 1859 م، والأول هي الأصح لأنها من رواية تلميذه ابن شهيدة.
ولذا كان محل عناية أبيه مصطفى أحد أشهر حفظة القرآن الكريم في وقته، حيث اشرف شخصيا على تحفيظه القرآن الكريم منذ صغره، وبعد وفاة الوالد انتقل إلى كفاله عمه «الشيخ سيدي بن عودة» بمدينة غيلزان حيث يقيم العم الذي رباه أحسن تربية وعلمه ما يحسنه من العلوم الدينية كالتفسير والحديث والفقه، كما تعلم النحو والصرف على يد علماء مدينة غليزان وعاد بعد ثلاث سنوات إلى مدينة مستغانم ليواصل طلبه للعلم. كما عين مفتيا لمدينة مستغانم عام 1898م 

## نسبه
عبد القادر بن عودة بن الحاج محمد بن قارة مصطفى الشريف الحسني من سلالة سيدي عنيف.

## شيوخه
- الشيوخ العربي بلقاسم والمدني والعكرمي – بزاوية الموسوم – بقصر البخاري
- الشيوخ سيدي أحمد المختار والطاهر بن عمار والأخضر بن ميموني.
- الشيخ العربي الفجيجي الذي تلقى عنه علوم النحو والصرف والعروض.
- العلامة أبو الحسن سيدي علي بن عبد الرحمن، مفتي الديار الوهرانية (ت 1324 هـ).
- الشيخ ابن عبد الله شيخ زاوية غليزان.
- القاضي أبو بكر بن شعيب بن علي الجليلي التلمساني (ت 1347 هـ / 1927م).
- الشيخ قدور بن سليمان المستغانمي
- الشيخ محمد بن أبي القاسم الحفناوي - بزاوية الهامل ببوسعادة.

## تلاميذه
- ابنه البكر ولد البشير.
- الشيخ الطاهر بن شهيدة اليحياوي.
- القاضي والشاعر عبد الحميد رئيس محكمة وهران.
- الشيخ الفقيه يوسف المجاهري (ت 1944هـ).
- الشيخ الصوفي احمد بن مصطفى العلوي.

## نشاطه وأعماله
عمر الشيخ بن قارة المسجد الأعظم بمستغانم كأستاذ لحلقاته ابتدءا من سنة 1885 م حيث كان يحفِظَ القرآن الكريم ويدرس الحديث والفقه المالكي والتوحيد والنحو والصرف، ويقول تلميذه ابن شهيدة بان شيخه ابن قارة كان محل اهتمام أهل المنطقة ، وأن أول درس شرع فيه الشيخ حضره عالم من علماء المدينة المنورة وقال لهم بعد أن استمع لدرس الشيخ: «يا أهل مستغانم لقد فتح الله عليكم عينا من عيون العلم والمعرفة فاشكروه على نعمه، واغتبطوا في ذلك واغتنموا تسعدوا».

## الإجازات المتحصل عليها
من بين الإجازات التي كان الشيخ يعتز بها إجازة القاضي أبو بكر بن شعيب بن علي الجليلي التلمساني، فقد قال عنه:
| مصطفى بن قارة المستغانمي | و قد أجازني إجازة عامة مفصلة وسند القاضي شعيب في إجازته عموما موجود عند الشيخ عبد الكبير الكتاني وجعفر الكتاني والشيخ القادري والقهري والعمراني والعنادي وعلي بن عبد الرحمن شويوش، ويعبر عنه بالوهراني والطالي والمهدي والفقيه ابن حمزة والقاسمي والفحلي وابن غزة..الخ | مصطفى بن قارة المستغانمي |

## ميزاته العلمية
كان الشيخ ابن قارة محدثا فقيها ومفتيا وناظما، ويغلب إليه الميل القليل إلى المتصوفة في غير إفراط، فقد وصفه معاصروه بأنه عالم جليل متواضع قليل النضير، عالم مصلح بارز ومعلم من معالم مدينة مستغانم الذي تمتع فيها بسمعة ومكانه رفيعة.

## آثاره الفكرية
1. منظومة «قرة الأعيان في أدب تلاوة القرآن» وهي منظومة من 124 بيتا قسمها إلى مقدمة وفصول أشار إلى اسمها في مقدمتها فقال: سْميتها بقرة الأعيان.... في آداب تلاوة القرآن وقد قام العلامة الشيخ محمد بن طكوك بتقريظ هذه المنظومة قائلا:

1. «حتمية الأنوار المحمدية النبهانية مختصر المواهب اللدنية السلطانية» وهو نظم مختصر «الأنوار المحمدية من المواهب اللدنية» للشيخ القاضي يوسف بن إسماعيل النبهاني المتوفي سنة 1922 م، وهو مجموع أبيات، منظومة في 92 بيتا.
2. «نيل الأمان في شرح عقد الجمان لنظم فتح الرحمن» وهو شرح لأصل «عقد الجمان النفيس في تراجم علماء غريس» لمؤلفه سيدي عبد الرحمن التوجيني الذي قام بنظمه القاضي شعيب التلمساني، وقد شرحه نظما تلبيه لطلب القاضي شعيب، حيث يقول في هذا الصدد: '' فأجبته بعد الاستخارة وشرحته بفضل الله امتثالا لأمره وإسعافا لرغبته على ما اعلمه من نفسي من القصور عن ذلك الشأن، وسميته بنيل الأمان في شرح عقد الجمان لنظم فتح الرحمن..... ''.و عقد الجمان سبق للشيخ محمد بن محمد بن أحمد بن أبي القاسم الراشدي المزيلي أن قام بشرحه في منظومة سماها: '' فتح الرحمن في عقد الجمان ''.
3. رسالة مطولة في صفحات أربع كبيرة كتبها كرد على جواب العالم الأمثل سيدي بن عودة ابن إسماعيل إمام مسجد زاوية الشيخ بن عبد الله بغليزان فيما يتعلق بفتاوى شيخه العلامة علي بن عبد الرحمن مفتي الديار الوهرانية ساق فيها الأدلة الشرعية والبراهين العقلية التي لا تقبل الجدال في صحة ما أفتى به شيخه.

## مخطوطات
1. رسالة في جواز إعطاء الزكاة لآل البيت.
2. إرشاد الخلق إلى الحق.

## وفاته
توفي العلامة عام 1956م بمستغانم.

## وصلة خارجية
- مصطفى قارة المستغانمي